# Nyborgs SK Bandy
Nyborgs SK, bildad 10 mars 1946, är en sportklubb i Nyborg i Sverige, som bedriver bandy. Nyborgs SK slogs i maj 1990 ihop med IFK Kalix till Kalix BF. Klubben antog i juni 2001 namnet "Kalix BF".
Klubben vann Norrbottens distriktsmästerskap i bandy för herrar säsongen 2003/2004, och kvalificerade sig för spel i Allsvenskan säsongen 2008/2009 på herrsidan. Dock föll man ur, och flyttades ner till division 1. A-laget spelar sina matcher i division 1 på Kalix IP. Klubben har sin verksamhet inom Bandyförbundet distrikt Nord.